# Canton d'Aspet
Le canton d'Aspet est une ancienne division administrative française, située dans le département de la Haute-Garonne et la région Midi-Pyrénées.

## Géographie
Le canton s'étend sur les vallées du Ger et du Job, ainsi que sur une petite partie des bassins de l'Arbas et de la Bouigane.
Il culmine au Pic de Cagire (1 912 m).
Il communique avec la vallée de la Bellongue (Ariège) par le col de Portet-d'Aspet (1 069 m).

### Cantons limitrophes
|            | Saint-Gaudens  | Salies-du-Salat                 |
| Barbazan   | Canton d'Aspet |                                 |
| Saint-Béat |                | Castillon-en-Couserans (Ariège) |

## Composition
Le canton regroupait 21 communes et comptait 5 192 habitants (population municipale) au 1er janvier 2012.
| Nom                  | Code Insee | Codepostal | Superficie (km2) | Population (dernière pop. légale) | Densité (hab./km2) |
| -------------------- | ---------- | ---------- | ---------------- | --------------------------------- | ------------------ |
| Aspet (chef-lieu)    | 31020      | 31160      | 26,37            | 951 (2012)                        | 36                 |
| Arbas                | 31011      | 31160      | 7,32             | 227 (2012)                        | 31                 |
| Arbon                | 31012      | 31160      | 4,47             | 91 (2012)                         | 20                 |
| Arguenos             | 31014      | 31160      | 11,09            | 51 (2012)                         | 4,6                |
| Cabanac-Cazaux       | 31095      | 31160      | 3,81             | 130 (2012)                        | 34                 |
| Cazaunous            | 31131      | 31160      | 4,66             | 61 (2012)                         | 13                 |
| Chein-Dessus         | 31140      | 31160      | 12,69            | 192 (2012)                        | 15                 |
| Couret               | 31155      | 31160      | 4,34             | 218 (2012)                        | 50                 |
| Encausse-les-Thermes | 31167      | 31160      | 8,15             | 681 (2012)                        | 84                 |
| Estadens             | 31174      | 31160      | 17,47            | 518 (2012)                        | 30                 |
| Fougaron             | 31191      | 31160      | 9,14             | 103 (2012)                        | 11                 |
| Ganties              | 31208      | 31160      | 12,03            | 305 (2012)                        | 25                 |
| Herran               | 31236      | 31160      | 15,37            | 70 (2012)                         | 4,6                |
| Izaut-de-l'Hôtel     | 31241      | 31160      | 9,68             | 297 (2012)                        | 31                 |
| Juzet-d'Izaut        | 31245      | 31160      | 15,74            | 203 (2012)                        | 13                 |
| Milhas               | 31342      | 31160      | 19,68            | 176 (2012)                        | 8,9                |
| Moncaup              | 31348      | 31160      | 7,14             | 32 (2012)                         | 4,5                |
| Portet-d'Aspet       | 31431      | 31160      | 13,93            | 70 (2012)                         | 5                  |
| Razecueillé          | 31447      | 31160      | 6,50             | 40 (2012)                         | 6,2                |
| Sengouagnet          | 31544      | 31160      | 18,60            | 216 (2012)                        | 12                 |
| Soueich              | 31550      | 31160      | 11,33            | 560 (2012)                        | 49                 |

## Démographie
| 1962  | 1968  | 1975  | 1982  | 1990  | 1999  | 2006  | 2011  | 2012  |
| ----- | ----- | ----- | ----- | ----- | ----- | ----- | ----- | ----- |
| 5 540 | 5 194 | 4 972 | 4 664 | 4 750 | 4 680 | 4 989 | 5 146 | 5 192 |

## Représentation

### Conseillers généraux de 1833 à 2015
| Période | Période      | Identité                         | Étiquette                           | Qualité |
| ------- | ------------ | -------------------------------- | ----------------------------------- | --- |
| 1833    | 1852         | Pierre Mathieu Latour            |                                     | Négociant, ancien militaire, maire d'Aspet                                                                       |
| 1852    | 1871         | Joseph Duplan                    |                                     | Ingénieur du Génie maritime Maire de Castelmaurou Député (1852-1869)                                             |
| 1871    | 1877         | Louis Ruau                       | Républicain                         | Sous-directeur à l'administration des monnaies Maire de Juzet-d'Izaut                                            |
| 1877    | 1895         | Pierre Latour                    | Monarchiste puis Républicain rallié | Propriétaire, Maire d'Aspet Député (1881-1885)                                                                   |
| 1895    | 1913         | Joseph Ruau                      | Rad.                                | Avocat à Toulouse Député (1897-1914) Ministre (1905-1910) Président du Conseil Général (1910-1911)               |
| 1913    | 1916 (décès) | Joseph Ribet                     | Rad.                                | Inspecteur au Ministère de l'Agriculture Maire d'Aspet - Député (1914-1916)                                      |
| 1916    | 1919         | siège vacant                     |                                     | |
| 1919    | 1925         | Emile Ribet (frère du précédent) | Rad.                                | Chef de division à la questure du Sénat Maire d'Aspet (1919-1925)                                                |
| 1925    | 1940         | François Jauréguiberry           | Rad. puis SFIO                      | Médecin Maire d'Aspet nommé conseiller départemental en 1943                                                     |
|         |              |                                  |                                     | |
| 1945    | 1951         | François Jauréguiberry           | SFIO                                | Médecin Maire d'Aspet                                                                                            |
| 1951    | 1988         | Bertrand Pradère                 | RGR puis DVD                        | Médecin Conseiller municipal d'Aspet                                                                             |
| 1988    | 2001         | Gérard Marassé                   | PS                                  | Commerçant retraité, maire d'Aspet (1978-1989)                                                                   |
| 2001    | 2015         | Jean-Pierre Brana                | PS                                  | Inspecteur principal des impôts Maire de Cabanac-Cazaux Président de la communauté de communes des Trois Vallées |

### Conseillers d'arrondissement (de 1833 à 1940)
| Période                                  | Période      | Identité                                                          | Étiquette   | Qualité |
| ---------------------------------------- | ------------ | ----------------------------------------------------------------- | ----------- | --- |
| 1833                                     | 1835 (décès) | Jean Louis Davène (1755-1835)                                     |             | Notaire à Aspet                                                                                             |
| 1836                                     | 1842         | François Marie Gaudens Davène ainé (1804-1844, fils du précédent) |             | Notaire à Aspet                                                                                             |
| 1842                                     | 1848         | Achille Estrade                                                   |             | Notaire à Arbas, propriétaire à Juzet-d'Izaut                                                               |
|                                          |              |                                                                   |             | |
| 1874                                     | 1880         | Firmin Périssé                                                    |             | Avoué à Saint-Gaudens                                                                                       |
| 1880                                     | 1898         | Noël Cazes                                                        | Républicain | Médecin à Aspet                                                                                             |
| 1898                                     | 1919         | Henri-Achille Sauné                                               | Radical     | Médecin, adjoint au maire d'Aspet                                                                           |
| 1919                                     | 1928         | J. Caussé                                                         | Radical     | Docteur en droit à Aspet                                                                                    |
| 1928                                     | 1934         | M. Duboux                                                         | Radical     | Maire de Soueich                                                                                            |
| 1934                                     | 1940         | René Marignac                                                     | Radical     | Négociant, maire de Soueich                                                                                 |
| 1940                                     |              |                                                                   |             | Les conseils d'arrondissement ont été suspendus par la loi du 12 octobre 1940 et n'ont jamais été réactivés |
| Les données manquantes sont à compléter. |              |                                                                   |             | |